# Inferno Peak
Der Inferno Peak ist ein 2100 m hoher Berggipfel am Nordende der Millen Range in den Victory Mountains des ostantarktischen Viktorialands. Er ragt 5 km nördlich des Le Couteur Peak auf.
Die Südgruppe New Zealand Federated Mountain Clubs Antarctic Expedition (1962–1963) benannte ihn nach dem italienischen Begriff für Hölle. Bei geologischen Untersuchungen war eine Kontaktschicht zwischen Granit und Grauwacke mit gebackenem Sedimentgestein entdeckt worden, die auf eine vulkanische Aktivität hindeutet und dem Gipfel eine rötliche Färbung verleiht.